# Fjäderborstgräs
Fjäderborstgräs (Pennisetum setaceum) är en gräsart som först beskrevs av Peter Forsskål, och fick sitt nu gällande namn av Emilio Chiovenda. Enligt Catalogue of Life ingår Fjäderborstgräs i släktet borstgräs och familjen gräs, men enligt Dyntaxa är tillhörigheten istället släktet borstgräs och familjen gräs. Arten förekommer tillfälligt i Sverige, men reproducerar sig inte. Inga underarter finns listade i Catalogue of Life.

## Bildgalleri

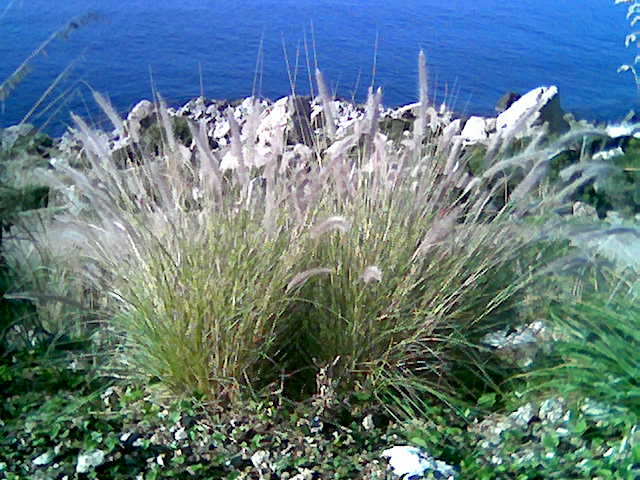
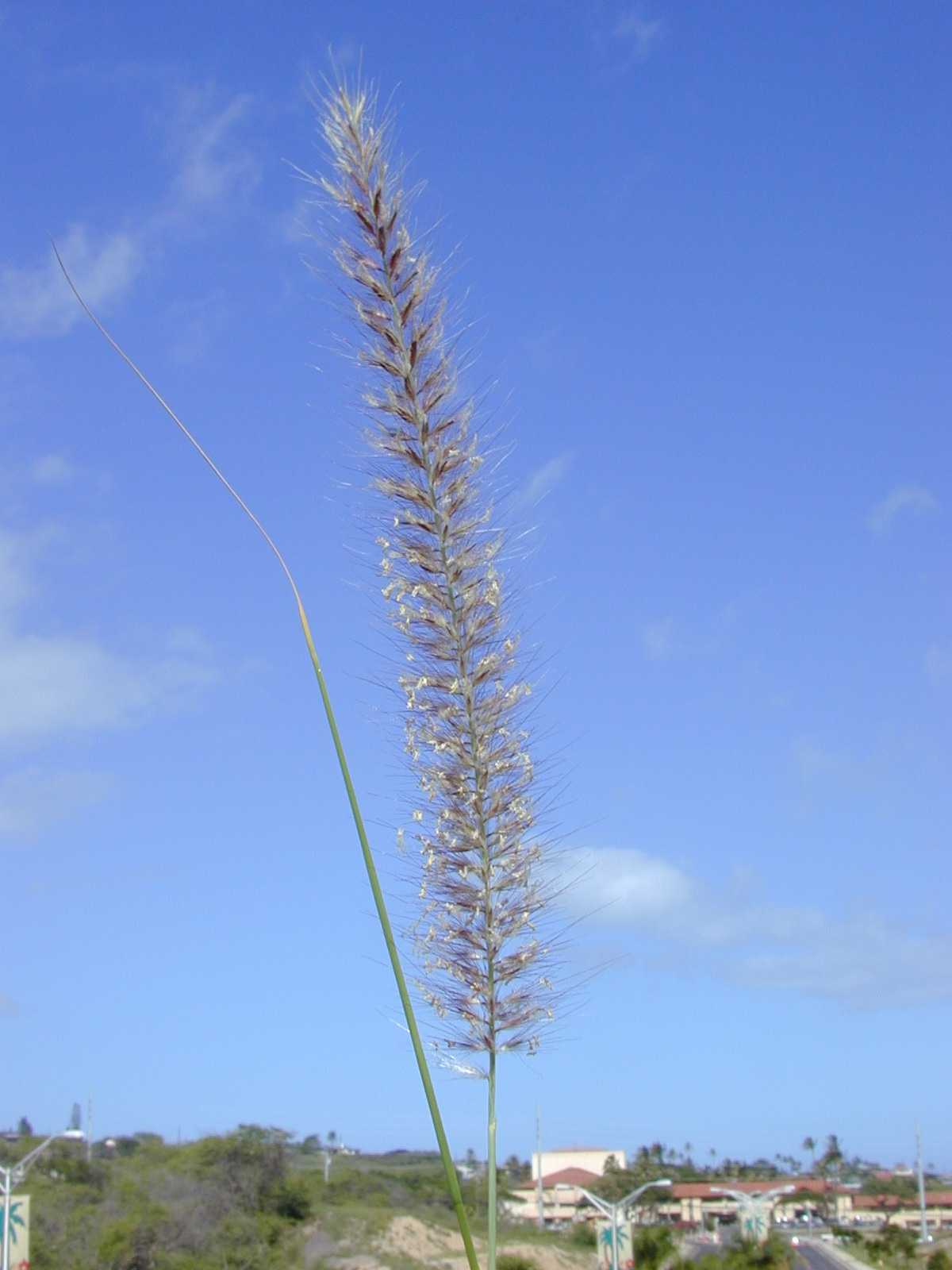
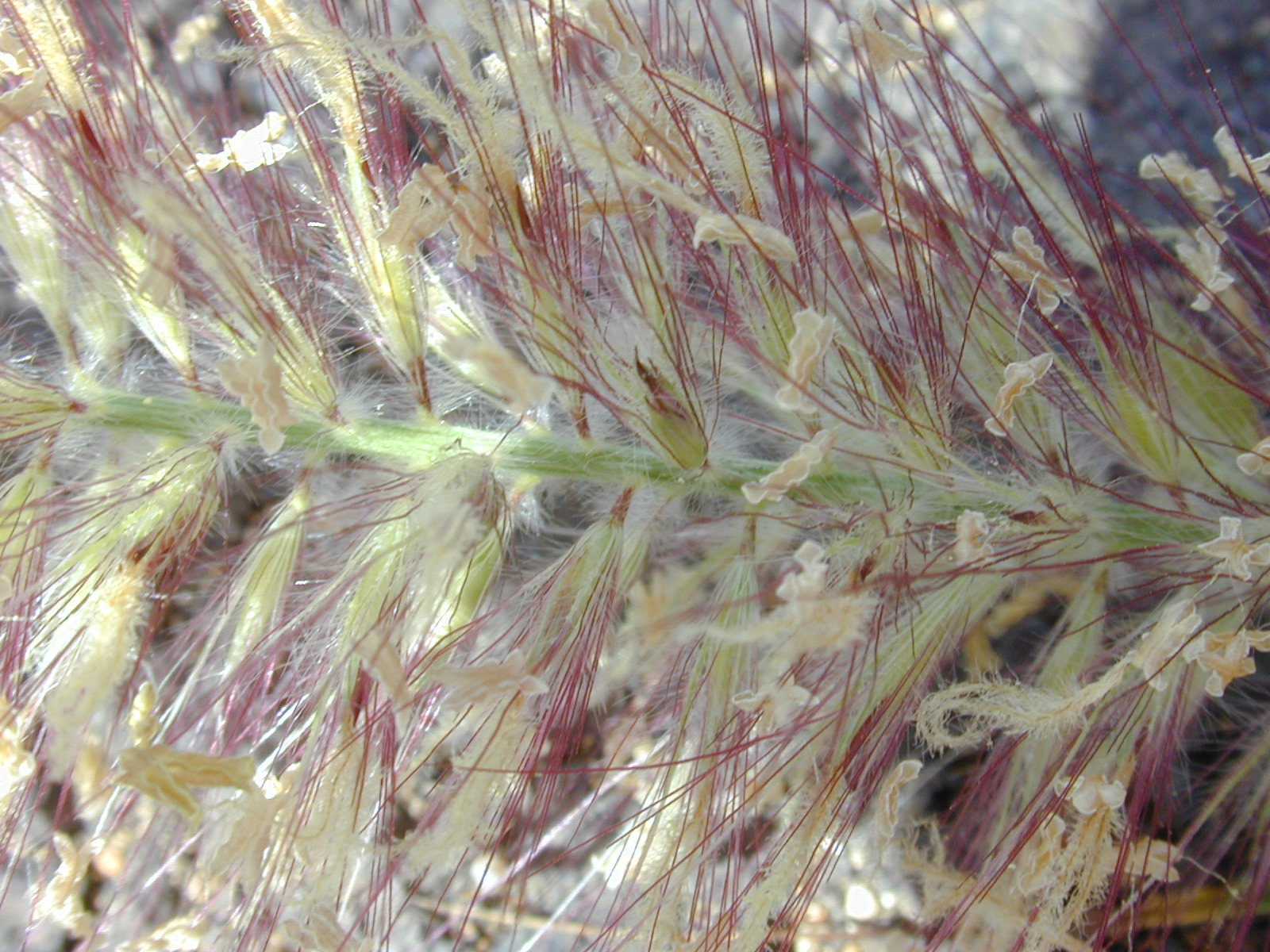
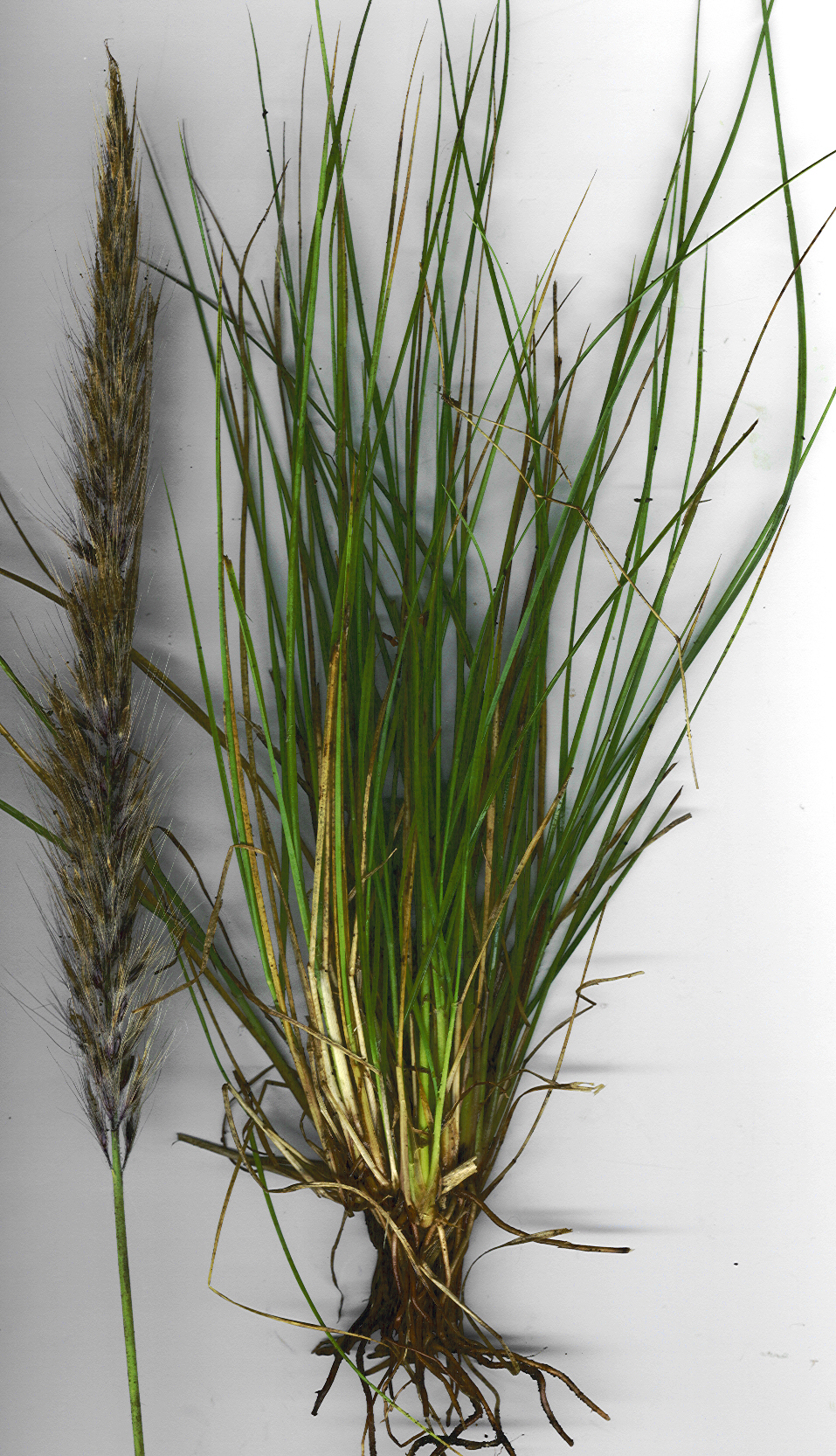
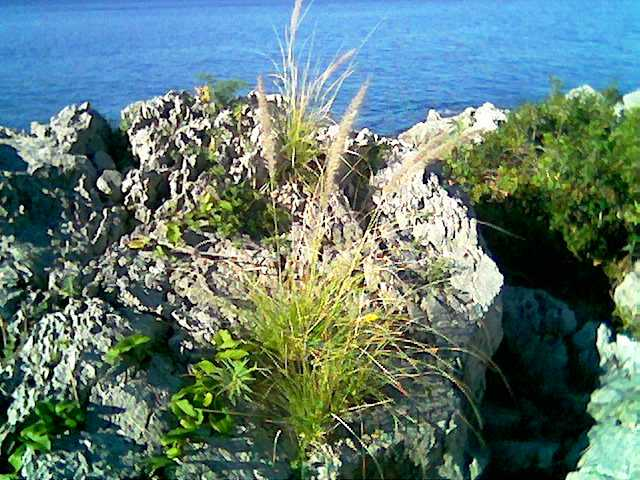